# Kyrgyzstan Airlines
Kyrgyzstan Airlines var Kirgizistans största flygbolag och även landets nationella flygbolag. Det avslutade verksamheten år 2005 och gick upp i Air Kyrgyzstan. Kyrgyzstan Airlines flög både inom landet och internationellt och hade charterflygningar. Bolagets huvudflygplats var Manas internationella flygplats i Bisjkek.
Kyrgyzstan Airlines fanns på Europeiska unionens svarta lista.
Kyrgyzstan Airlines började som ett sidoprojekt till Aeroflot. Senare blev flygbolaget ett eget företag med visst samarbete med Aeroflot.

## Destinationer
Inom landet
- Bisjkek (Manas internationella flygplats) huvudflygplats
- Kazarman (Kazarman Airport)
- Kerben (Kerben Airport)
- Osj (Osh Airport) huvudflygplats

Internationellt
- Delhi (Indira Gandhis internationella flygplats)
- Dusjanbe (Dushanbe Airport)
- Islamabad (Benazir Bhutto International Airport)
- Seoul (Incheons internationella flygplats)
- Ürümqi (Ürümqi Diwopu International Airport)

## Flotta
Kyrgyzstan Airlines flotta i augusti 2008:
- 1 Airbus A319
- 1 Airbus A320
- 1 Antonov An-26
- 5 Antonov An-28
- 1 Boeing 737-200
- 1 Iljusjin Il-76
- 3 Tupolev Tu-134A
- 2 Tupolev Tu-154
- 2 Jakovlev Jak-40